# Геганес
Геганес (швед. вимова: [²høːɡaˌnɛːs]) — місто та адміністративний центр комуни Геганес, лен Сконе, Швеція з 14 107 жителями (2010).
Геганес відома у Швеції за підприємство кераміки Höganäs Keramik, що є частиною групи Iittala.
Геганес є штаб-квартирою Höganäs AB, одним з найбільших світових виробників порошкової металургії з філіями по усьому світу. Höganäs AB заснована графом Еріком Руутом в 1797 році, що робить цю компанію однією з найстаріших у Швеції.

## Історія
Геганес було засноване як невелике рибальське село в парафії Весбю, задокументоване в 1488 році в Høyenæss. У середині XVII століття тут було 17 будинків. В цьому районі було знайдено вугілля і його видобуток почався в 1797 році. У 1798 році була побудована залізниця з дерев'яними рейками. Вона була першою в Швеції і була використана для транспортування вугілля з шахти до гавані. Населення почало зростати, і для шахтарів були побудовані нове житло. Протягом XIX століття було побудовано більше галузей промисловості з використанням глини для виготовлення керамічних виробів. Геганес досі відоме своєю керамікою. Вугільні шахти, однак, були закриті в 1960-х рр. У 1936 році, коли Геганес отримав статус міста та мав 6 915 мешканців. З 1971 р. він є центром комуни Геганес, що охоплює півострів Куллаберг, що налічує близько 24 000 жителів.
У 2009 році місто почало приймати євро у своїх магазинах, ресторанах, банках та інших підприємствах. Більше 30 магазинів приймають готівку в євро як частину PR.

## Видатні особистості
- Морган Йоганссон — шведський політик та журналіст, член Соціал-демократичної партії міністр юстиції Швеції (з 2017 року), міністр з питань міграції та політики притулку (2014—2017).